# Gagaku
Gagaku (jap. 雅楽, „elegante Musik“) ist ein höfischer Musikstil, der seit dem 7. Jahrhundert und besonders seit der Heian-Zeit am japanischen Kaiserhaus gespielt wird. Ursprünglich stammt der Gagaku aus dem Kaiserreich China. Der Stil besteht aus Kammermusik, Chor- und Orchestermusik. Teilweise hat diese Musik in Japan kultische Aufgaben.
Gagaku wurde 2009 in die UNESCO-Liste des immateriellen Kulturerbes der Menschheit aufgenommen.

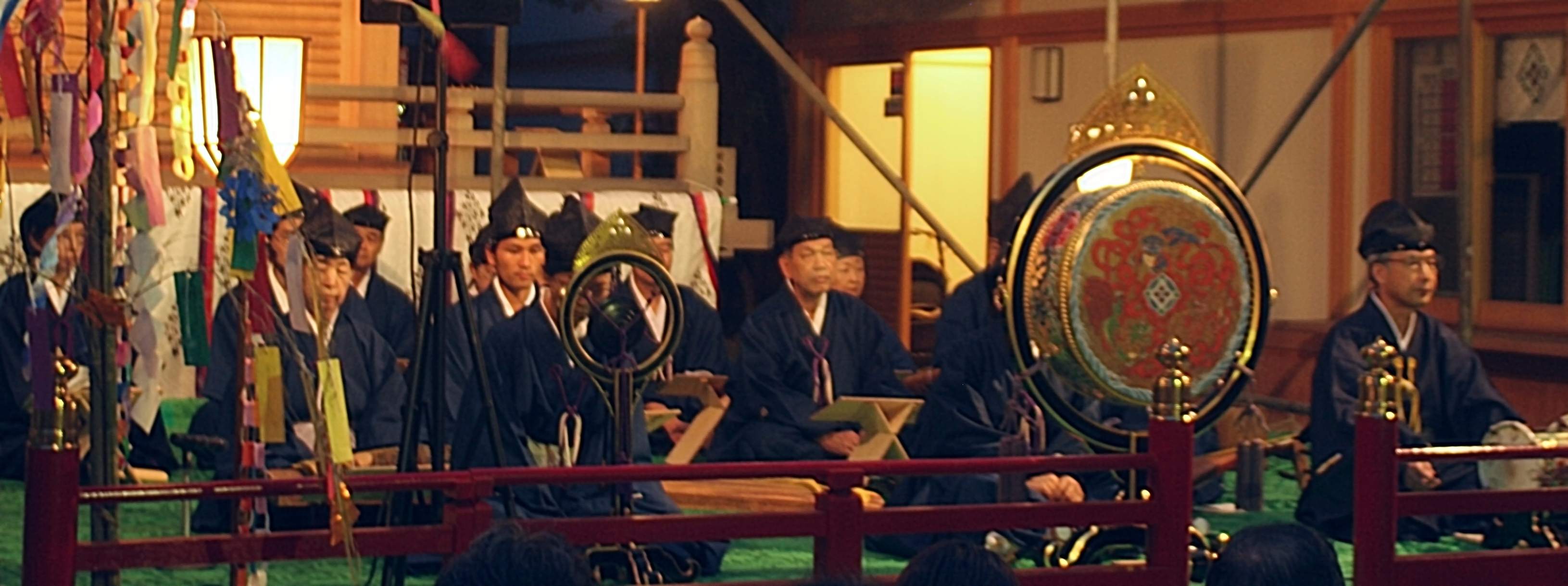
Gagaku-Ensemble

## Entstehungsgeschichte des Gagaku
Gagaku ist die sino-japanische Lesung des chinesischen yayue, das sich das erste Mal im Lunyu, den Analekten des Konfuzius aus dem Anfang des 5. Jahrhunderts v. Chr., nachweisen lässt. Yayue bezeichnet dort althergebrachte rituelle oder auch elegante, verfeinerte Musik. In letzterem Sinne wurde es ins Japanische übernommen und wird heute für die traditionelle Musik des japanischen Kaiserhofes, insbesondere der Nara- und Heian-Periode, benutzt. Darüber hinaus fällt auch Ritualmusik des Shintō unter den Begriff Gagaku. Diese kagura (神楽) genannte Musik ist der wohl älteste Bestandteil des Gagaku-Repertoires und als solcher sehr wahrscheinlich autochthon japanisch.
Die Entstehungsgeschichte des kagura ist nicht überliefert, erhalten sind jedoch Grabfunde aus der Yayoi-Zeit (ca. 300 v. bis ca. 300 n. Chr.), die belegen, dass Begräbnisse mit Gesang und Tanz begangen wurden. Figurinenfunde aus Tonkeramik, sogenannte haniwa, aus der Kofun-Periode (ca. 300 bis ca. 645 n. Chr.) zeigen Musiker, die Musikinstrumente spielen, darunter Flöten, Trommeln und Saiteninstrumente, die an europäische Zithern erinnern. In den ältesten japanischen Chroniken, dem Kojiki (712 n. Chr.) und dem Nihongi (720 n. Chr.), wird ebenfalls auf Musik als Bestandteil von Bestattungs- und Krönungszeremonien bezug genommen. Beide Werke betrachten Musik als eine Gabe der Götter, die zu deren Besänftigung gespielt wird. Es ist daher wahrscheinlich, dass das kagura zu jener Zeit, also zu Beginn der Nara-Periode, eine langwährende musikalische Tradition besaß.
In chinesischen Quellen aus dem 3. Jahrhundert nach Christus finden sich Hinweise darauf, dass japanische Gesandte nur sporadisch an den Tang-Hof kamen, jedoch rege Kontakte mit den drei koreanischen Königreichen Paekche, Silla und Koguryō unterhielten. Im Zuge dieser Kontakte wurden koreanische Musiker, die ihrerseits bereits von der chinesischen Musik beeinflusst waren, nach Japan geschickt, um auf Zeremonien ihre Kunst, die auf Japanisch sankangaku (三韓楽, dt. Musik der drei Korea) betitelt wurde, darzubieten und japanische Schüler zu unterrichten. Etwa ab dem 5. Jahrhundert wurde sogar ein koreanisches Orchester dauerhaft in Japan unterhalten. Gegen Ende des 7. Jahrhunderts war die Macht des Tennō weitgehend konsolidiert und der Kaiserhof nahm ständige diplomatische Kontakte mit dem Hof der Tang-Dynastie in China auf. Neben den zahlreichen anderen Errungenschaften der chinesischen Kultur – darunter Schrift, Sprache und Philosophie – drangen auch die Musik und Tanz des Tang-Hofes im Laufe von höchstens 200 Jahren nach Japan vor und fanden bei der Aristokratie ein breites Echo. Diese in China wahrscheinlich eher als Bankettmusik bekannte Stilrichtung etablierte sich schließlich in leicht adaptierter Form als speziell japanische Hofmusik. Studenten wurden nach China geschickt und chinesische Musiker kamen nach Japan; um 700 wurde das Gagakuryō oder utamai no tsukasa (kaiserliches Musikamt) von Kaiser Monmu (697 bis 707) gegründet, das für die verschiedenen Musikergruppen und deren Betreuung verantwortlich war. Es wurde ein vererbbares Musikerbeamtentum eingeführt, dessen Linie durch Adoption fähiger Musiker in die verantwortlichen Sippen bis heute ungebrochen ist.
Im Zuge dieser Reformen wurde auch die Instrumentierung normiert und die Stile erhielten ihre noch heute gültigen Bezeichnungen: tōgaku (唐楽) für die aus China stammende und komagaku für koreanische Musik. Wahrscheinlich finden sich unter tōgaku aber auch einige Stücke südostasiatischen und indischen Ursprungs; ähnlich sind im komagaku-Repertoire mandschurische Kompositionen und chinesische Stücke enthalten, die für die koreanischen Ensembles umgeschrieben wurden. Japanische Musiker komponierten ebenfalls im Stile dieser zwei großen Kategorien, so dass heute keine exakten Trennlinien mehr gezogen werden können. Von Seiten des Gagakuryō wurde sehr darauf geachtet, dass sich die Musiker nur um die Pflege ihres jeweils eigenen Musikgutes kümmerten, eine Vermischung der verschiedenen Richtungen wurde bewusst vermieden. Vereinzelte Quellen besagen, dass 736 ein indischer und ein indochinesischer Mönch Japan besuchten, um Musik und Tanz ihres jeweiligen Heimatlandes vorzustellen. Ein kultureller Höhepunkt in ganz Ostasien war laut Aufzeichnungen die Augenöffnungszeremonie des Großen Buddha im Tōdai-ji in Nara im Jahre 752, bei der sowohl japanische als auch koreanische und chinesische – eventuell sogar indische und südostasiatische – Musik und Tänze aufgeführt wurden. 17 der mehr als 30 Musikinstrumente, die bei diesem großen Ereignis benutzt wurden, sind noch erhalten und werden in der kaiserlichen Schatzkammer des Shōsōin in Nara aufbewahrt. Anhand dieser sorgfältig gearbeiteten und mit reichen Intarsien verzierten Instrumente ist es auch möglich, den hohen Stand der Handwerkskunst jener Zeit zu begutachten.

### Heian-Zeit
In der Heian-Zeit (794 bis 1185) kam die Kultur des Gagaku, das nunmehr als Sammelbegriff für diese Vielzahl von Stilrichtungen fungierte, die nach und nach japanisiert wurden, zur Blüte. Repertoire und Zahl der Berufsmusiker, die sich in Sippen zu organisieren hatten, wurden gestrafft und normiert. Der abgedankte Tennō Saga (786 bis 842), der von 809 bis 823 als der 52. Tennō regiert hatte, spielte bei diesen Reformen eine Schlüsselrolle. Ihm ist das Gagaku-Ensemble in der Form, die wir heute kennen, zu verdanken. Beim Adel erfreute sich das Gagaku zunehmender Beliebtheit. Man fing selbst an, Instrumente zu spielen, zu komponieren und Musik vorzutragen, was bald ein integraler Bestandteil des höfischen Lebens war. Eine Darstellung der musikalischen Aktivitäten der Adligen zu dieser Zeit gibt beispielsweise das Genji monogatari (Erzählung des Prinzen Genji) vom Anfang des 11. Jahrhunderts der Hofdame Murasaki Shikibu.

### Kamakura-Zeit
Mit dem Verfall der aristokratischen Hofkultur in der Kamakura-Zeit (1185 bis 1333) kam auch ein merklicher Rückgang der Popularität des Gagaku. Das Praktizieren des Gagaku blieb auf einen kleinen Kreis, etwa auf die Musikersippen, die ihrer Existenzgrundlage beraubt waren, und den engsten Kaiserhof beschränkt. Da die Aufführungsmöglichkeiten damit sehr begrenzt waren, wurden viele Schreine und auch einige buddhistische Tempel von den Musikern als Aufführungsort genutzt. Die Sippen der Berufsmusiker befanden sich in Ōsaka, Kyōto und Nara und existierten in relativer Isolation voneinander. Zwangsläufig verhinderte dies eine Weiterentwicklung von Techniken und Kompositionen; das Wissen um die Aufführungspraxis zahlreicher Werke gingen verloren.

### Muromachi-Zeit
In der Muromachi-Zeit (1333 bis 1573) fand die kulturelle Präsenz des Gagaku ihren Tiefpunkt. Neue Stilrichtungen wie zum Beispiel die Musik des Nō-Theaters, das um 1400 von Zeami Motokiyo (1363 bis 1443) mitbegründet wurde, verdrängten die traditionelle Musik von ihrem angestammten Platz und übernahmen deren Funktion als zentrales Kulturereignis am Hof. Erst der Umstand, dass Toyotomi Hideyoshi (1536 bis 1598) ein stehendes Gagaku-Orchester in Edo unterhielt, regte eine langsame, aber stetige Verbesserung des desolaten Zustands an. Toyotomi vergab Lehen an die Musikersippen, die sich nun wieder voll auf ihre Berufung konzentrieren konnten.

### Edo-Zeit
In der Tokugawa-Zeit (1603 bis 1868) wurden die kyūdai’e eingeführt: Prüfungen, denen sich jeder Berufsmusiker alle drei Jahre unterziehen musste. Nach den erbrachten Leistungen wurden die Lehen verteilt.

### Moderne
Breite Beachtung sowohl durch die Öffentlichkeit als auch durch die Musikforschung fand das Gagaku gegen Ende des 19. Jahrhunderts. Ab 1873 durfte jedermann Musikunterricht nehmen; erstmals wurden Stücke des Gagaku-Repertoires – von dem noch etwa 90 Kompositionen erhalten bzw. rekonstruierbar waren – in ihrer traditionellen Aufführungsform öffentlich vorgetragen. Das in Gagakukyoku oder gakubu umbenannte Gagakuryō vereinigte die drei Musikersippen aus Nara, Kyōto und Ōsaka und verfügte, dass jeder der kaiserlichen Musiker ebenfalls ein „europäisches Instrument zu erlernen und dieses auch ... bei höfisch-repräsentativen Anlässen zu spielen“ hatte. Infolgedessen spielen die Gagaku-Musiker heutzutage nicht nur die gesamte traditionelle Hof- und Ritualmusik, sondern geben auch Darbietungen westlicher klassischer Musik – mit großem Erfolg. Die Mitglieder des kaiserlichen Ensembles leiten ihre Herkunft noch immer von einer der drei großen Sippen und von dort weiter in die Ursprungsländer des Gagaku ab: die Sippe aus Ōsaka sieht ihre Vorfahren in China, die aus Nara in Korea und die aus Kyōto in Japan. Die Schule zum Gagaku-Musiker beginnt mit etwa zwölf Jahren; der Schüler lernt in den zehn Jahren bis zu seinem Abschluss Tanz, Gesang und je ein japanisches Saiten- und Blasinstrument sowie ein westliches Instrument.

## Repertoire des Gagaku
Das Repertoire des Gagaku umfasst heute, wie bereits erwähnt, noch etwa 90 Kompositionen. Dies stellt nur einen Bruchteil des ehemals sehr reichhaltigen Materials dar. Um die Stücke, die nicht zur autochthon japanischen Shintō-Ritualmusik gehören, zu klassifizieren, gibt es verschiedene theoretische Ansätze. Die gröbste Unterteilung unterscheidet zwischen getanzter Musik, bugaku (Tanz und Musik) genannt, und Kangen (Flöte und Saite), der Kammermusik des Gagaku, bzw. zwischen aus China stammendem Material, das unter dem Begriff tōgaku zusammengefasst wird, und dem aus Korea stammenden komagaku. Natürlich ist die Trennung selten wirklich exakt zu ziehen; in den meisten Fällen gibt es Überschneidungen. So wurden zum Beispiel Stücke des tōgaku für komagaku (und umgekehrt) umgeschrieben; Musikformen, die aus Indien, der Mandschurei oder Südostasien kamen, wurden willkürlich einer der beiden Gruppen zugeordnet. Bereits im 9. Jahrhundert wurde daher eine Unterscheidung in sahō und uhō (Links- und Rechtsmusik) eingeführt, die eine klare Differenzierung erlaubte, die weniger herkunftsbezogen war. Die Gründe für die Wahl dieser Namen können nur noch vermutet werden; wahrscheinlich beziehen sie sich auf die räumliche Anordnung des traditionellen Freiluft-Aufführungsgeländes. Der Kaiser saß dort immer nach Süden blickend, chinesische Musiker machten ihren Eingang von links, koreanische von rechts. Wie später gezeigt wird, bietet dieses System ein brauchbares Kriterium, da sich die Instrumentierung der beiden Richtungen deutlich unterscheidet.
Den ältesten Teil des Gagaku stellen die japanischen zeremoniellen Lieder, ōuta betitelt, zu denen teilweise auch getanzt wird, dar. Ihr Ursprung geht zurück in vorgeschichtliche Zeit. Die erste schriftliche Erwähnung findet sich im Kojiki, dort in einem mythologischen Zusammenhang. Diverse Shintō-Gottheiten besänftigen dort mit Musik und Tanz die Sonnengöttin Amaterasu Ōmikami, die sich, von ihrem Bruder beleidigt, in einer Höhle versteckt und so die Welt in Dunkelheit gehüllt hatte. In diesem Text werden detailliert Musikinstrumente beschrieben, wie sie auch heute noch bei Ritualen und Zeremonien verwendet werden. Neben der mikagura („Hof-kagura“), das die zentrale Rolle innehat, fallen das yamato-uta, das azuma-asobi und das kume-uta in diese Kategorie. In den Vorstellungen des Shintō ist diese Musik ein sakrales Opfer an die Götter oder die Geister verstorbener Menschen, um sie zu preisen und ihre Hilfe zu suchen (torimono) oder sie zu unterhalten (saibari).
Die Musik des sahō bildet die größte Gruppe von Kompositionen innerhalb des Gagaku. Von den weit über 100 Stücken sind heute noch ca. 60 erhalten. Ihr Ursprungsland war hauptsächlich China, jedoch auch Indien und Südostasien, oft in einer eigenen Kategorie namens rin’yugaku, nach einem Königreich namens Rin’yu (auch Lin-yi, chinesisch für Champa) zusammengefasst. Zu dieser Kategorie werden aus dem heutigen Repertoire acht Stücke gerechnet, die sich durch die Verwendung für japanische Verhältnisse ungewöhnlich grotesker Masken auszeichnen. Zu sahō gehören kangen- und bugaku-Musik, ebenso wie die Vokalmusikformen saibara und rōei. Saibara (zu deutsch „Pferdetreibermusik“), sind alte Volkslieder, hauptsächlich aus den Gegenden um Kyōto und Nara, die in künstlerischem Sinne neu bearbeitet wurden. Sie bestehen aus wechselnden fünf- und siebensilbigen Verszeilen und einem Refrain. Inhaltlich beschäftigen sie sich mit den Gefühlen gewöhnlicher Menschen, vorzugsweise mit der Liebe, die ungewöhnlich offen ausgedrückt wird. Saibara wurden gerne bei festlichen Anlässen vorgetragen, wie es auch an einigen Stellen im Genji monogatari geschildert wird. Sie verloren in der Kamakura-Zeit ihre Popularität an das imayō. Rōei ist ein Genre, bei dem chinesische und japanische Gedichte zu Instrumentalbegleitung gesungen werden. In der uhō- (komagaku-) Kategorie befinden sich heute ausschließlich getanzte Stücke (bugaku), sie stammen aus den drei Königreichen Paekche, Silla und Koguryō in Korea oder der Mandschurei (bokkaigaku). Früher sankangaku (Musik der drei Königreiche) genannt, gab man ihr etwa Mitte des 7. Jahrhunderts n. Chr. den noch heute gültigen Namen. Früher wurde auch Instrumentalmusik im uhō-Stil (komagaku-kangen) gespielt. Diese Stücke sind heute – wenn überhaupt – nur noch unvollständig erhalten, in der Regel werden die fehlenden Abschnitte durch Kompositionen anderer Herkunft ergänzt. Nach diesen Versatzstücken richtet sich dann auch die Klassifizierung, die meist auf tōgaku verweist.

## Musikinstrumente des Gagaku
Im Prinzip stellt die Instrumentation des Gagaku-Ensembles eine Adaption der chinesischen Hoforchester der Tang-Zeit und ihrer Musikinstrumente dar. In der sahō-Kammermusik kangen befinden sich je zwei oder drei shō (Mundorgel), hichiriki (Doppelrohrblattflöte) und ryūteki (Querflöte), je zwei gakubiwa (Laute) und gakusō oder koto (Wölbbrettzither) und je eine kakko (Fasstrommel), shōko (hängender Bronzegong) und taiko (hängende Trommel). Die Besetzung im komagaku gleicht dem kangen-Ensemble, aber ryūteki wird durch komabue (kleinere Querflöte) und kakko durch san-no tsuzumi (Sanduhrtrommel) ersetzt. Die shō und die Saiteninstrumente entfallen hier. Im Vergleich zum kangen-Ensemble entfallen bei der bugaku-Form in den meisten Fällen die Saiteninstrumente und die shō, shōko und taiko werden durch zwei daishōko (großer hängender Gong) und dadaiko (große Hängetrommel) ersetzt. In den Formen der Vokalmusik, sowohl der japanischen und als auch der sahō-Kategorie angehörenden, werden die Blasinstrumente des kangen verwendet, das einzige Rhythmusinstrument ist jedoch shakubyōshi (Gegenschlagstäbe aus Holz), die vom Vorsänger der Gruppe geschlagen werden.

### Shō (Mundorgel)

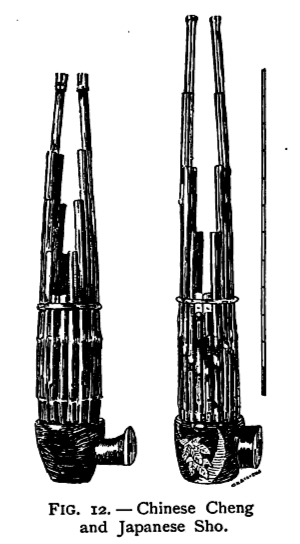
Chinesische sheng (links) und japanische shō (rechts)

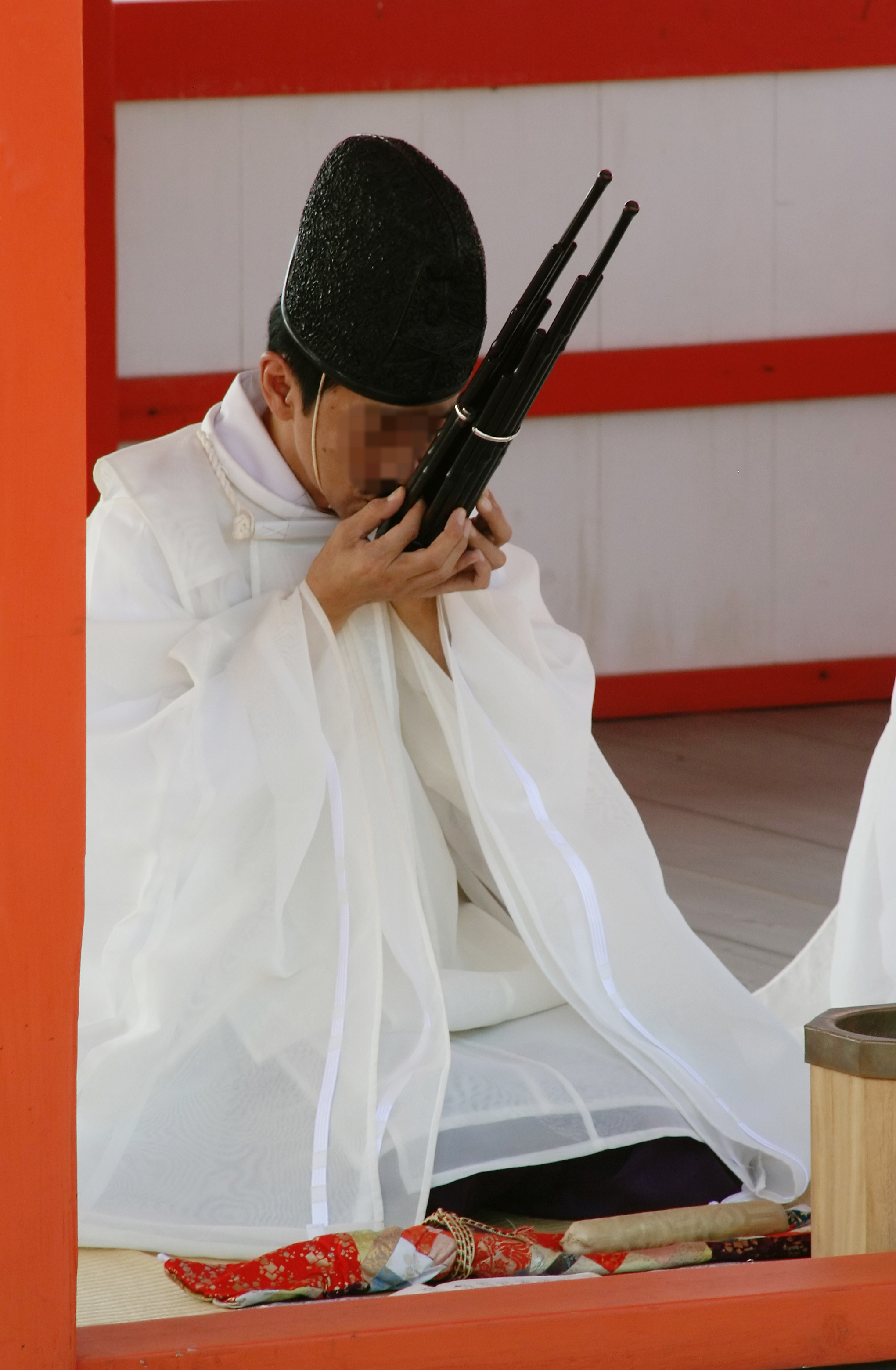
Shō-Spieler

Das für den westlichen Betrachter wohl ungewöhnlichste Instrument im Gagaku ist die shō, die Mundorgel. Ihr Vorläufer ist die chinesische sheng, das das älteste mehrstimmige Blasinstrument der Welt ist. Chinesische Legenden besagen, dass Form und Klang des Instruments dem Phönix und seinem Schrei nachempfunden wurden. In manchen Vokalmusikformen und in komagaku spielt die shō die Melodie; seine Hauptfunktion ist jedoch harmonischer Natur.

### Hichiriki
Die hichiriki ist ein Doppelrohrblattinstrument, das aus mit Kirschbaumrinde umwickeltem Bambus besteht. Um das Instrument ranken sich in der japanischen Tradition zahlreiche Legenden. Minamoto no Hiromasa zum Beispiel, der in sein bis auf die hichiriki leergeraubtes Haus kam, fing an zu spielen. Der Räuber hörte das und war dermaßen bewegt, dass er zurückkehrte und alle gestohlenen Gegenstände wieder an ihren Platz brachte. In einer anderen Legende sind die Götter von einer hichiriki-Darbietung in einem Tempel so bewegt, dass sie ein Gebiet, dessen Bevölkerung lange unter einer Trockenheit zu leiden hatte, endlich mit Regen beschenken. Auch die hichiriki stammt aus China, wo es in vielen Größen existiert. Das heutige Instrument, wie es derzeit im Gagaku gebraucht wird, ist mit etwa 18 Zentimetern Länge eines der kleinsten Blasinstrumente Es hat neun Löcher, zwei auf der Unter- und sieben auf der Oberseite. Durch spezielle Techniken, zum Beispiel Halbabdeckung der Löcher oder Überblasen, ist der Musiker in der Lage, die für die hichiriki typischen Ornamentierungen, Schleif- und Viertel- oder gar Achteltöne zu spielen. Die klassische Methode, dieses Instrument zu erlernen, besteht darin, das gesamte Repertoire in einem Solfège-System auswendig zu lernen, bevor man sich mit dem Instrument selbst beschäftigt. Ein ganzes Genre des Gagaku, imayo genannt, entstand daraus, dass das Solfège durch Gedichte ersetzt wurde. Der Klang der hichiriki wird mit dem der europäischen Oboe verglichen, ist jedoch, ähnlich wie die indische Shenai, wesentlich breiter, gedrungener, deutlicher und stärker. Aufgrund dessen ist die hichiriki als das Hauptmelodieinstrument das Herz des gesamten Gagaku-Ensembles.

### Begleitflöten (Ryuteki)
Das dritte Blasinstrument ist eine Flöte, wie sie ähnlich auch im Abendland bekannt ist. Der Typ der Flöte richtet sich nach der Musik, die vorgetragen wird: im tōgaku ist es die ryūteki oder yokobue. Sie ist chinesischen Ursprungs und hat sieben Löcher. Ihr geschlossenes Ende wird von einem Stück roten Stoffes bedeckt. Sie ist die größte der Gagaku-Flöten und der Vorläufer der nō-Flöte (nōbue). Die komabue wird im komagaku verwendet. Mit sechs Löchern ist sie die kleinste Flöte des Gagaku, ihr Ende ist mit grünem Stoff bedeckt. Die Funktion der Flöten im Gagaku-Ensemble ähnelt derjenigen der hichiriki. Sie folgen der Melodie, variieren sie aber leicht. Diese voneinander verschiedenen Variationen nennt man Heterophonie, die im komagaku meist deutlicher zutage tritt als im tōgaku. Die kagurabue, die auch Bestandteil eines kagura-Ensembles ist, ist eine Bambusflöte nicht genau festgelegter Länge mit sechs Löchern. Sie ist vermutlich ein autochthon japanisches Instrument, das in der Nara- und Heian-Periode aber chinesischem Einfluss ausgesetzt war.

### Gakubiwa
Das gakubiwa ist eine Laute mit birnenförmigem Korpus. Sie hat vier Saiten und vier Bünde. Die Saiten werden ausschließlich auf den Bünden gedrückt, nicht zwischen ihnen, und mit einem hölzernen Plektrum, bachi, geschlagen. Die Arpeggios (gebrochene Akkorde) enden mit ihrem höchsten Ton auf dem Melodieton und markieren Zeitabschnitte im Stück. Ihre Funktion ist somit in erster Linie rhythmisch.

### Gakuso (Zither)
Das gakuso ist ein Vorläufer der populären japanischen koto. Es ist ein dreizehnsaitiges, zitherähnliches Instrument, dessen Stege variabel versetzt werden können und die Stimmung damit verändern. Die Saiten, die mit Ausnahme der untersten in ansteigender Tonhöhe angeordnet sind, werden sowohl mit Fingerplektren in Form von Lederringen mit Bambusspitzen, als auch mit den bloßen Fingern gespielt. Anders als beim koto werden die Saiten hinter den Stegen niemals heruntergedrückt, um Tonschwankungen zu produzieren. Das gakuso spielt während einer Darbietung in der Regel zwei stereotype Muster, shizugaki und hayagaki genannt, die der Zeiteinteilung des Stückes dienen und somit rhythmischer Funktion sind.
In einigen Fällen, meistens bei den Vokalmusikformen der Shintō-Musik, kann man bei einem Gagaku-Orchester auch den Einsatz der wagon (sechssaitige Wölbbrettzither) beobachten. Die sechs Seidensaiten der wagon werden mit einem kurzen Plektrum angeschlagen. Wird im Freien (tachigaku, „stehende Musik“) gespielt, so halten sogenannte toneri die wagon für den Musiker.

### Kakko (Fasstrommel)
Der Spieler der kakko (Fasstrommel) ist der Leiter des gesamten Ensembles. Seine Aufgabe ist es, das Tempo des Stückes zu bestimmen, Abschnitte zu markieren und in rhythmisch freien Passagen den Zusammenhalt zu wahren. Die Trommel selbst besteht aus einem relativ kleinen, flach gewölbten, waagrecht gelagerten Resonanzkörper, der auf beiden Seiten mit Rehfell bespannt ist. Die Felle werden wie bei der Sanduhrtrommel janggu durch Seile verbunden und gespannt. Der kakko-Spieler sitzt an der Breitseite des Instruments und spielt mit seinen Stöcken jeweils auf einem Fell. Die Spielfiguren des kakko beinhalten Trommelwirbel und Einzelschläge, die mit einem oder beiden Stöcken gespielt werden und helfen, den langsamen Rhythmus zu stabilisieren.
Im komagaku übernimmt das etwas größere san-no tsuzumi die Rolle der kakko. Sein sanduhrförmiger Korpus ist auf Ober- und Unterseite bespannt, die Spannung wird wie bei der kakko durch Seile gewährleistet. Der Musiker schlägt mit seinen Stöcken jedoch nur eine Seite. In alten Schriften fand man Hinweise darauf, dass es einst vier verschiedene Sanduhrtrommeln gab, die mit bloßen Händen gespielt wurden, übriggeblieben ist nur das san no tsuzumi.

### Shōko (Gong)
Der Gong, japanisch shōko, tritt im Gagaku in drei verschiedenen Größen in Erscheinung, je nachdem, wo er benutzt wird. Der kleinste befindet sich im tōgaku-Ensemble, der größte (daishōko) bei bugaku im Freien. Er besteht aus Bronze und wird mit zwei Stöcken aus Hartholz gespielt. Seine Aufgabe ist es, den ersten Schlag jedes Taktes zu betonen; im vierten Takt kommt ein Aufschlag hinzu.

### Taiko (Fasstrommel)
Die taiko ist die größte Trommel des Gagaku-Orchesters. Man findet sie als ninai-daiko, die bei Paraden getragen wird, oder als tsuri-daiko, die in einem Ständer hängend gelagert gespielt wird. Obwohl zwei Seiten des schmalen Korpus bespannt sind, wird nur eine mittels zweier Stöcke mit ledernem Kopf geschlagen. Die große Trommel ist ein Kolotomieinstrument, das heißt, dass seine rhythmischen Phrasen dazu dienen, größere Abschnitte eines Stückes zu unterstreichen und voneinander abzusetzen. Im bugaku verwendet man anstatt der taiko die dadaiko, die sehr große Trommel. Sie erfüllt mehr eine choreographische als eine musikalische Aufgabe; ihr Schlag dient zur Betonung des Fußstampfens der Tänzer. Diese Trommel wird in einem großen, prächtig lackierten Gestell aufgehängt. Der Aufbau gleicht dem der taiko, nur dass die Felle nicht aus einem Stück bestehen, sondern aus mehreren zusammengefügt sind. Ein Fell alleine würde nicht genug Spannung halten können, um einen Ton zu erzeugen. Die Stimmung der Trommel geschieht durch das Drehen von Holzpflöcken, um die die Seile, mit denen die Felle auf Vor- und Rückseite des Korpus gespannt werden, gewunden sind. Geschlagen wird die Trommel mit zwei schweren Stöcken aus lackiertem Holz, und zwar immer in der Reihenfolge links – rechts.

## Aufführungspraxis des Gagaku

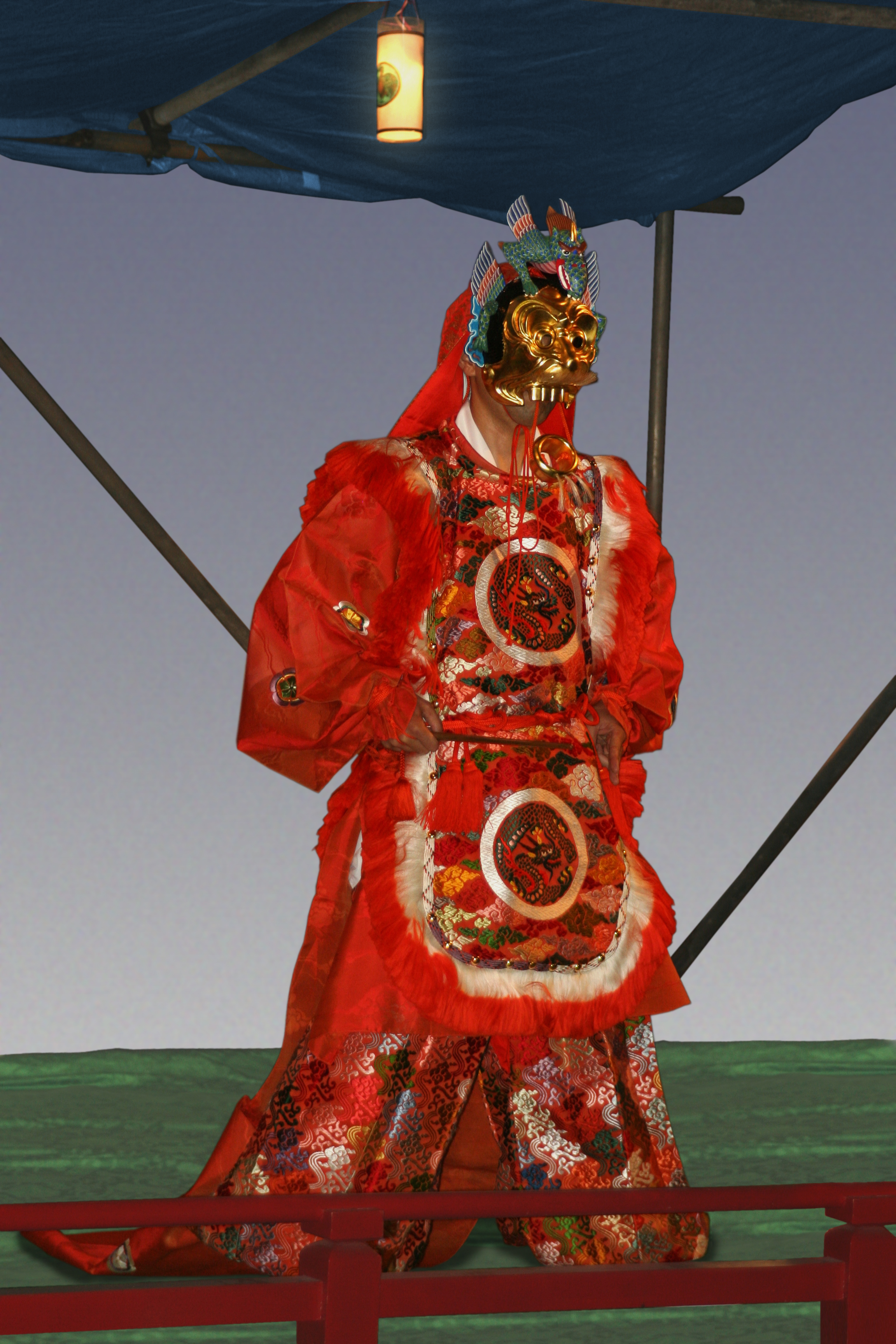
„Linker Tanz“ beim Gagaku

Die Aufführungspraxis des Gagaku hängt in erster Linie von der Herkunft des Repertoires ab. Die Musiker sitzen bei Instrumentalkonzerten auf einer Stein- oder Holzbühne, die mit einem Geländer und geharktem Kies umgeben ist und die sowohl im Freien als auch in geschlossenen Räumen aufgebaut sein kann. Ihre Kleidung besteht aus schlichten Seidenroben in einem dunklen Rostbraun. In den Stoff sind grüne Längsfäden eingearbeitet, so dass die Roben bei Bewegung schillern.
Wird bugaku-Tanzmusik vorgetragen, so sitzt das Ensemble neben oder hinter der Bühne. Die Kleidung seiner Musiker ist bunter und prächtiger als im kangen. Die Tänzer tragen frei fallende, schleppende Kostüme, die der Hofmode der Heian-Zeit nachempfunden sind. Ihr Grundprinzip ist das Tragen mehrerer Seidenkimono, wobei die unteren am Saum als ein schmaler Streifen über die Obergewänder herausragen. In den Kriegertänzen (bu no mai) werden die weiten Ärmel und Hosenbeine abgebunden, um mehr Bewegungsfreiheit zu ermöglichen; außerdem wird ein schwarzer Brokatumhang und ein schwerer Metallgürtel getragen. Die Künstler tragen bei manchen Darbietungen Kopfbedeckungen: schwarze, gesteifte Hüte oder Kapuzen und weiße, die Tänzer weiße Seidenschuhe (shigai) und, je nach Tanz, auch Masken. Je nach Herkunft der Tänze herrschen bei den sorgfältig gewebten, reich verzierten Roben im sahō no mai rot, im uhō no mai grün vor. Nach diesem Kriterium richtet sich auch die Richtung des Eintretens auf die Bühne und mit welchem Fuß der Tanz begonnen wird. Bei einem Konzert, bestehend aus vier bis sechs Stücken, treten die Kompositionen der Links- und Rechtsmusik in Paaren auf und werden im Wechsel gespielt. Am Ende der Aufführung, nachdem Tänzer und Musiker abgegangen sind, wird im Nebenzimmer oder in einem abgetrennten Bereich, dem akunoya (grünen Zimmer), eine Musik „zum Ausklang“ (taishutsuraku) gespielt. Bei Anlässen, zu denen die sakrale Shintō-Musik, etwa das mikagura, gespielt wird, tragen die Musiker einfarbig weiße, manchmal auch rote oder blaue Roben im Stile des Heian-Hofes. Die Stimmung bei solchen Anlässen ist betont ernst und feierlich, und dementsprechend benehmen sich die Musiker. Mikagura wird ausschließlich am Hofschrein des Kaisers in dessen Anwesenheit gespielt. Die älteste Form dieser Musik sieht die Weihung eines heiligen Bereiches, die Herbeirufung der Gottheit, zeremonielles Essen und Trinken sowie die Aufführung von Tanz und Musik vor. Diese Zeremonie dauerte früher Tage, heute ist sie auf etwa sechs Stunden und insgesamt elf Lieder und Tänze verkürzt worden. Eine neuere Form des mikagura, wie sie in einer Quelle aus dem Jahre 807 n. Chr. erwähnt wird, ist ein alljährlich von Frauen aufgeführter chinkon-Tanz. Im alten Volksglauben ist es möglich, durch diesen Tanz die Seele eines kürzlich Verstorbenen wieder in dessen Körper zurückzuführen.

## Formale Struktur des Gagaku
Alle Kompositionen des Gagaku werden in einem für westliche Ohren sehr langsamen Tempo dargeboten. Die Melodie wird in erster Linie von den Blasinstrumenten beziehungsweise den Singstimmen getragen. Saiteninstrumente fungieren als eine Art Bindeglied zwischen deren Harmonien und dem Rhythmus der Schlaginstrumente, der in festgelegten, sich wiederholenden Mustern (patterns) gespielt wird, die „alle terminologisch klassifiziert sind“. Auch wenn sich die Melodieinstrumente am Rhythmus orientieren, so ist es ihnen doch möglich, sich von ihm zu lösen, also quasi asynchron zu spielen. Gegen Ende eines Stückes fallen sie aber immer wieder zurück in den vorgegebenen Takt. Die „Einbettung der Melodie zwischen darüber schwebenden shō-Klängen und darunter aus der Tiefe aufsteigendem Fundament der gerissenen Saiteninstrumente“ ist eines der zentralen Konzepte des Gagaku-Formalismus, auf dem auch ein großer Teil des Zaubers dieser Musik beruht.
Die Werke der Shintō-Musik sind im Hinblick auf ihre formale Struktur die einfachste Materie des Gagaku. Da sie hauptsächlich Lieder sind, steht die menschliche Stimme und der gesungene Text im Vordergrund. Die Instrumente werden als Begleitinstrumente verwendet, sei es um die Tonhöhe für die Sänger festzulegen, kurze Einleitungen zu spielen oder Melodie und Rhythmus zu verankern und zu stärken. Die Harmonien sind „urjapanisch“ und wurden von festländischen Vorstellungen kaum beeinflusst.

### Skalen und Modalsystem
Im tōgaku und damit ebenfalls in saibara und rōei findet man die komplexeste formale Struktur. Sie basiert auf dem chinesischen untemperierten Modalsystem (siehe auch Tonsystem der Chinesischen Musik). Das heißt, dass, wenn man einem Grundton aufeinander folgende Quinten hinzufügt (Superimposition), der daraus entstehende dreizehnte Ton nicht dem Grundton entspricht. Seine Tonhöhe ist entsprechend dem Pythagoreischen Komma vom ersten ein wenig verschieden. Auf jedem der zwölf Töne innerhalb eines solchen Quintenzirkels werden Skalen aus sieben Tönen, fünf Haupt- und zwei Nebentönen, aufgebaut, die ihrer Stimmung nach in ryō und ritsu eingeteilt werden. Je nachdem auf welchem der fünf Haupttöne begonnen wird, ergibt sich ein unterschiedlicher Modus der Tonleiter (japanisch: chōshi).
Die Vielzahl von Skalen wurde niemals ausgeschöpft; im System der Tang-Musik verwendete man 28 Skalen, im tōgaku nur sechs Stück: ichikotsuchō, hyōjō, sōjō, ōshikichō, banshikichō und taishikichō. Die Zahl der sechs chōshi ist insofern trügerisch und ungenau, als dass sie, hyōjō und sōjō ausgenommen, auch Kompositionen enthalten, die in andere Modi transponiert wurden und so praktisch eigenständige Kompositionen darstellen, so genannte watarimono (Übergangsstücke). Es gibt Reihen von speziellen Ornamentierungen, Stimmungen und Tonumfängen, die für jedes chōshi unterschiedlich und typisch sind; sie sind kaum mit bloßen Tonleitern im westlichen Sinne zu vergleichen.
Daher muss beim Vortrag zuerst der Modus festgelegt werden. Dies geschieht durch Einleitungen, die in tōgaku und komagaku netori genannt und in freiem Rhythmus vor dem eigentlichen Stück gespielt werden. Die Form dieser Vorspiele ist durch die Tradition festgelegt: die Shō beginnt, kurze Zeit später setzt die hichiriki ein, danach spielen ryūteki und kakko ein kurzes Duett, den Schluss bilden koto und biwa. In bugaku heißen diese Vorspiele chōshi und sind länger und komplexer; sie werden nicht nur am Anfang, sondern auch zwischen den einzelnen Abschnitten gespielt. Dieses polyphone „geplante Chaos“ ist in dreifacher Kanonform angelegt.
Heute sind noch sechs netori und sechs chōshi im Gebrauch. Die Stücke des tōgaku werden nach Länge in shōkyoku (kurze), chūkyoku (mittlere) und taikyoku (große Stücke) eingeteilt.

### Rhythmik
Die rhythmische Theorie des Gagaku ist etwas weniger kompliziert. Für langsame Stücke wird das nobebyoshi, für mittleres Tempo das hayabyoshi und für schnellere Kompositionen das osebyoshi verwendet. Diese Einteilung ähnelt den westlichen 8/4-, 4/4- und 2/4-Takten. Innerhalb eines Stückes ist es möglich, Taktarten zu wechseln; diese Stücke nennt man tadabyoshi. Schnelle tadabyoshi werden hauptsächlich im bugaku verwendet und dann eventuell mit yatarabyoshi (3/4-Takt) vermischt.

### Tonsysteme im Komagaku
Im komagaku existieren drei verschiedene Tonsysteme: koma ichikotsuchō, koma sōjō und koma hyōjō. Nahezu alle Stücke sind in den ersten beiden Tonsystemen komponiert. Sie stammen formal vom chinesischen Modalsystem ab, erinnern harmonisch gesehen aber eher an kagura-Gesänge. Die Melodieinstrumente, hichiriki und komabue, werden hier eigenständig geführt; hieraus resultiert eine Polyphonie, die im tōgaku nicht in diesem Ausmaß vorhanden ist.

## Ästhetische Prinzipien des Gagaku
Jedes Gagaku-Stück beginnt „mit einer einzelnen Flöte, erst beim zweiten Schlag der großen Trommel setzen die übrigen Blas- und Schlaginstrumente und wiederum etwas später die Saiteninstrumente ein“. Gegen Ende der Darbietung setzen einige Instrumente vorzeitig aus (tomede); in der Heian-Zeit bestritten Amateurmusiker die letzten Abschnitte ohne die Konkurrenz der professionellen Musiker und konnten so ihr Können unter Beweis stellen. Die meisten Kompositionen beinhalten zahlreiche Wiederholungen eines oder mehrerer Themen, die leicht variiert oder kanonisch versetzt von verschiedenen Instrumenten gespielt werden. Grob gesagt hat ein Stück die Form netori – Thema A – Thema B – Thema A – tomede. In keinem Fall haben die Musiker die Freiheit zu improvisieren und in den seltensten Fällen sind die durch die Tradition vorgeschriebenen Regeln interpretationsfähig.
Die Dissonanzen, die dem westlichen Musikhörer besonders deutlich auffallen, der ab und zu kaum erkennbare Zusammenhalt zwischen Rhythmus und Melodie, der absolute Formalismus auch des kleinsten Tones, all das ist das Werk von Generationen von Berufsmusikern, die seit der Nara-Zeit versuchten, die musikalische Quintessenz des Gagaku in eine immer mehr verfeinerte Form zu bringen.
Der zentrale Punkt des ästhetischen Selbstempfindens des Gagaku ist die Vorstellung des jo – ha – kyū. Sie besagt, dass auf eine langsame Einleitung (jo) ein schnellerer, längerer Mittelteil oder eine Exposition (ha) folgt und das Stück durch einen rapiden, abrupten Schluss (kyū) beendet wird. Auch diese drei Abschnitte innerhalb einer Komposition folgen dem Schema jo – ha – kyū. In längeren Kompositionen wird zwischen ha und kyū eine vierte Sektion, das ei eingefügt, während bei kurzen Stücken die Einleitung wegfallen kann. Dieses System ist nicht nur in musiktheoretischer Hinsicht für Japan spezifisch; auch im nō- und bunraku-Theater spielt es eine zentrale Rolle. Die Wurzeln dieses ästhetischen Konzeptes liegen in China; es wurde in der Heian-Zeit übernommen und gegen Ende dieser Periode schriftlich festgelegt. Weitere Ausarbeitung erfuhr es durch den bereits erwähnten Zeami Motokiyo und seine Schüler.

## Glossar
- Bu no mai (武の舞): „Kriegertanz“; Kategorie schneller, relativ wilder Tänze des bugaku
- Bugaku (舞楽): „Tanz und Musik“; Tanztheater zu Musikbegleitung, teils maskiert
- Bun no mai (文の舞): „ziviler Tanz“; Kategorie langsamerer Tänze des bugaku
- Chinkon (鎮魂): „Geister besänftigen“; Shintō-Ritual, bei dem die Seele eines Menschen daran gehindert wird, den Leib zu verlassen, bzw. dazu bewegt wird, in den Körper zurückzukehren
- Dōbu (童舞): Kindertanz
- Enkyoku (宴曲): Bankettmusik, spöttisch auch enzui („betrunkener Teich“) genannt; die Melodien sind verlorengegangen, erhalten blieben uns einige recht derbe Textsammlungen
- Gagaku (雅楽): „elegante Musik“; Überbegriff für japanische Konzert- und Hofmusik
- Gigaku (伎楽): Chinesische Maskentänze, die um 600 über Korea Japan erreichten, in der Edo-Zeit verlorengegangen, heute noch Texte, Masken und Einflüsse in volkstümlichen Löwentänzen erhalten, Instrumentalbegleitung aus Flöten, Sanduhrtrommeln und Zymbalen
- Hashiri-mai (走り舞): „rennender Tanz“; entspricht dem bu no mai
- Hira-mai (平舞): „gleichmäßiger Tanz“; entspricht dem bun no mai
- Imayōuta (今様歌): „zeitgenössische Lieder“; durch die Ersetzung des Solfège von Gagaku-Kompositionen durch Gedichte entstandener Liedtypus; andere Quellen benennen die Hymnen buddhistischer Priester, die unter Prostituierten missionierten, als Ursprung
- Kagura (神楽) „Sakralmusik“; das Hof-kagura (im Unterschied zu sato kagura, Dorf-kagura) ist die rituelle Shintō-Musik des kaiserlichen Hofes
- Kangen (管絃): „Blasinstrumente und Saiteninstrumente“; Kammermusik, heute ausschließlich im tōgaku-Stil
- Komagaku (高麗楽): Späterer Name für koreanische Musik, benannt nach Königreich Koma (Goryeo)
- Kudara-gaku (百済楽): Aus dem Königreich Kudara (Baekje) in Korea um 550 eingeführter Musikstil
- Miasobi / Gyōyu (御遊): „Hofspieler“; Amateurorchester des Heian-Hofes
- Rōei (朗詠): Kurze Gedichte im chinesischen Stil, die gesungen mit Instrumentalbegleitung vorgetragen werden
- Saibara (催馬楽): Volkslieder in abgewandelter, hoffähig gemachter Form mit einem heutzutage unverständlichen Silbentext
- Sankan-gaku (三韓楽): „Musik der drei koreanischen Reiche“; Sammelbezeichnung für Musik im koreanischen Stil
- Shiragi-gaku (新羅楽): Aus dem Königreich Shiragi (Silla) in Korea um 450 eingeführter Musikstil
- Tōgaku (唐楽): „tang-zeitliche Musik“; Sammelbezeichnung für Musik im chinesischen Stil
- Wagaku (和楽): „japanische Musik“; von japanischen Musikern komponierte Stücke